# Carl-Axel Söderström

Carl-Axel Söderström zusammen mit Clärenore Stinnes (1930), Ausschnitt aus einer Fotografie von Robert Sennecke.

Carl-Axel Söderström (* 23. Dezember 1893 in Korsnäs, Kopparbergs län; † 27. November 1976 in Nyköping) war ein schwedischer Fotograf, Kameramann und Laborleiter.

## Leben
Söderström wurde in der Stockholmer Filiale von Pathé Frères ausgebildet.
Er war von 1917 bis 1918 bei der Christiania Film Co angestellt und von 1919 bis 1920 als Fotograf bei der Skandinavischen Filmzentrale. Danach arbeitete er in der schwedischen Filmindustrie.
Am 25. November 1923 in Tyska kyrkan (Stockholm) heiratete Söderström Gertrud Martha Vahl. Martha war eine am 5. Februar 1897 in Berlin geborene Tochter eines deutschen Konditors, der mit seiner Frau und sechs Kindern 1899 nach Schweden emigriert war.
Er nahm 1927–1929 unter Clärenore Stinnes an einer Erdumrundung im Auto, einem Adler Standard 6, als Fotograf und Kameramann teil. Die Fahrt dokumentierte er auch in einem Buch unter dem Titel 5,000 mil i bil: Två år vid ratten på färd jorden runt (5000 Meilen im Auto – zwei Jahre am Lenkrad auf einer Fahrt um die Erde). In Deutschland erschienen 1981 große Teile seiner Fotografien im tagebuchähnlich angelegten Werk Söderströms Photo-Tagebuch. Die erste Autofahrt einer Frau um die Welt.
Nach der Reise ließ er sich von seiner ersten Frau Martha scheiden und heiratete im Dezember 1930 Clärenore Stinnes. Die beiden hatten drei eigene Kinder und nahmen mehrere Pflegekinder zu sich. Martha Söderström starb 1985 ohne Nachkommen.

## Filmografie
- Als Direktor der Photographie:
  - Skeppargatan 40 (1925)
  - Trollebokungen (1924)
  - Baron Olson (1920)
- Als Erster Assist. Kameramann:
  - Gösta Berlings saga/del I (1924)
  - Gösta Berlings saga/del II (1924)
  - Die Feuerprobe (Vem dömer) (1922)
  - Körkarlen (1921)
- Als Assistant Camera Operator:
  - Hon, den enda (1926)
  - Till Österland (1926)
  - Eld ombord (1923)
  - Gunnar Hedes saga (1923)

## Filme
Der 2008 und 2009 entstandene Dokumentarspielfilm Fräulein Stinnes fährt um die Welt setzt sich aus den historischen Filmaufnahmen Söderströms und neu gedrehten Spielszenen von beiden auf der Weltumrundung zusammen.
Die 2015 entstandene 53-minütige Filmdokumentation Mit dem Auto um die Welt — Clärenores Abenteuer von Kirsten Hoehne, Anette Heinrich/Anja Kindler, Annika Seemann und Saskia Weisheit (Produktion Spiegel-TV und WDR) baute neben einigen neuen Interviews mit Kindern, Nichten und Neffen von Stinnes und der ursprünglichen, in Europa vertonten Stummfilmstreifen Söderströms, vor allem auf der Arbeit von C. Stinnes und Michael Kuball, Die Frau, die um die Welt fuhr, aus den Jahren 1983/86 auf.